# Scars (canción de Papa Roach)
«Scars» (heridas o cicatrices en español) es el séptimo sencillo de Papa Roach y segundo de su álbum Getting Away With Murder. Es uno de los más grandes éxitos de Papa Roach al ser el que ha llegado más arriba en la lista Billboard Hot 100, llegando al puesto 15, y ser el único sencillo del grupo en ser certificado oro.

## Historia
La canción fue compuesta después de que Jacoby Shaddix saliera del hospital con 11 grapas en la cabeza cuando él asegura estaba en la automutilación. La canción tiene otra peculiaridad, al tener una versión en español y a veces es cantada en español en los conciertos como en el álbum en vivo Live & Murderous In Chicago; en este álbum Jacoby dice que la canción fue inspirada en una "horrible noche en Las Vegas" que le cambió la vida. En los conciertos, antes de empezar la canción, Jacoby habla de cómo "la canción le salvó la vida".

## Lista de canciones
| CD Maxi |                            |          |  |
| N.º     | Título                     | Duración |  |
| 1.      | «Scars»                    |          |  |
| 2.      | «Scars» (Acoustic Version) |          |  |

| Canadá CD Maxi NBD |                                                   |          |  |
| N.º                | Título                                            | Duración |  |
| 1.                 | «Scars» (Álbum Versión)                           | 3:29     |  |
| 2.                 | «Scars» (Acoustic Version)                        | 3:11     |  |
| 3.                 | «Getting Away with Murder» (Live Napster Version) | 3:24     |  |
| 4.                 | «Scars (Segunda Versión)» (Video)                 | 3:31     |  |

## Posicionamiento
| País           | Lista (2005)            | Mejor posición |
| -------------- | ----------------------- | -------------- |
| Alemania       | Media Control Charts    | 82             |
| Estados Unidos | Billboard Hot 100       | 15             |
| Estados Unidos | Hot Adult Top 40 Tracks | 31             |
| Estados Unidos | Mainstream Rock Tracks  | 4              |
| Estados Unidos | Modern Rock Tracks      | 2              |
| Estados Unidos | Pop 100                 | 8              |